# AlbaNova
AlbaNova staat voor een midzomerfestival voor creatie en muzikaal erfgoed waarbij men bruggen wil slaan tussen vroeger en nu. Het gaat vanaf 2014 jaarlijks door in de Landcommanderij van Alden Biesen op de laatste zondag van de maand juni. Het is een vervolg van en een gewijzigd format van de Dag van de Oude Muziek.

## Editie 2014
Alba is een poëziegenre van middeleeuwse troubadours. Alzo slaat men een brug tussen oud en nieuw, tussen muzikaal erfgoed en creatie. Men legt nieuwe accenten met een grotere nadruk op ontwikkelingtrajecten, creatie en participatie met het publiek. Er komt ook ruimte voor invalshoeken op muzikaal erfgoed vanuit andere muziekgenres en formats. De thema's zijn voor deze editie terug te voeren tot de basis van elke muzikale cultuur: de menselijke stem en het vertrekpunt van de improvisatie. 

## Editie 2015
Eden vormt het centrale thema van deze editie, verwijzend naar de paradijselijke Tuin van Eden. Het is ook de afkorting voor Ecoles du Nord, de jaarlijkse bijeenkomsten van muzikanten en minnestrelen in de 14e en 15e eeuw die een belangrijke rol speelden in het Europese muziekleven van voor de muziekdruk. Men brengt er op 28 juni 2015 een hedendaagse versie van dit treffen tussen verschillende muzikale culturen.